# David McNee
Pour les articles homonymes, voir McNee.
Sir David Blackstock McNee, (né le 23 mars 1925 et mort le 26 avril 2019) est un policier britannique ayant notamment servi comme chef de la Metropolitan Police de Londres entre 1977 et 1982.